# Subaru Vivio
Subaru Vivio – samochód segmentu kei-car produkowany w latach 1992-1998 przez japońską firmę Subaru. Wyposażony był w doładowany mechaniczne silnik o pojemności 658 cm³ (53 KM – 44 KM w Europie). W wersji europejskiej silnik z wtryskiem wielopunktowym, jednym wałkiem rozrządu i dwoma zaworami na cylinder maksymalną moc 44 KM uzyskuje przy 6400 obr./min, maksymalny moment obrotowy 53 Nm uzyskiwany jest przy 3600 obr./min. Auto rozwija prędkość maksymalną 138 km/h, do 100 km/h rozpędza się w 18 sekund. Masa wynosząca w zależności od opcji wyposażenie od 650 do 700 kg czyniła model jednym z najlżejszych w swojej klasie. Vivio był następcą modelu Rex produkowanego przez 20 lat. Vivio dostępny był jako 3- lub 5-drzwiowy hatchback lub jako 2-drzwiowa targa.

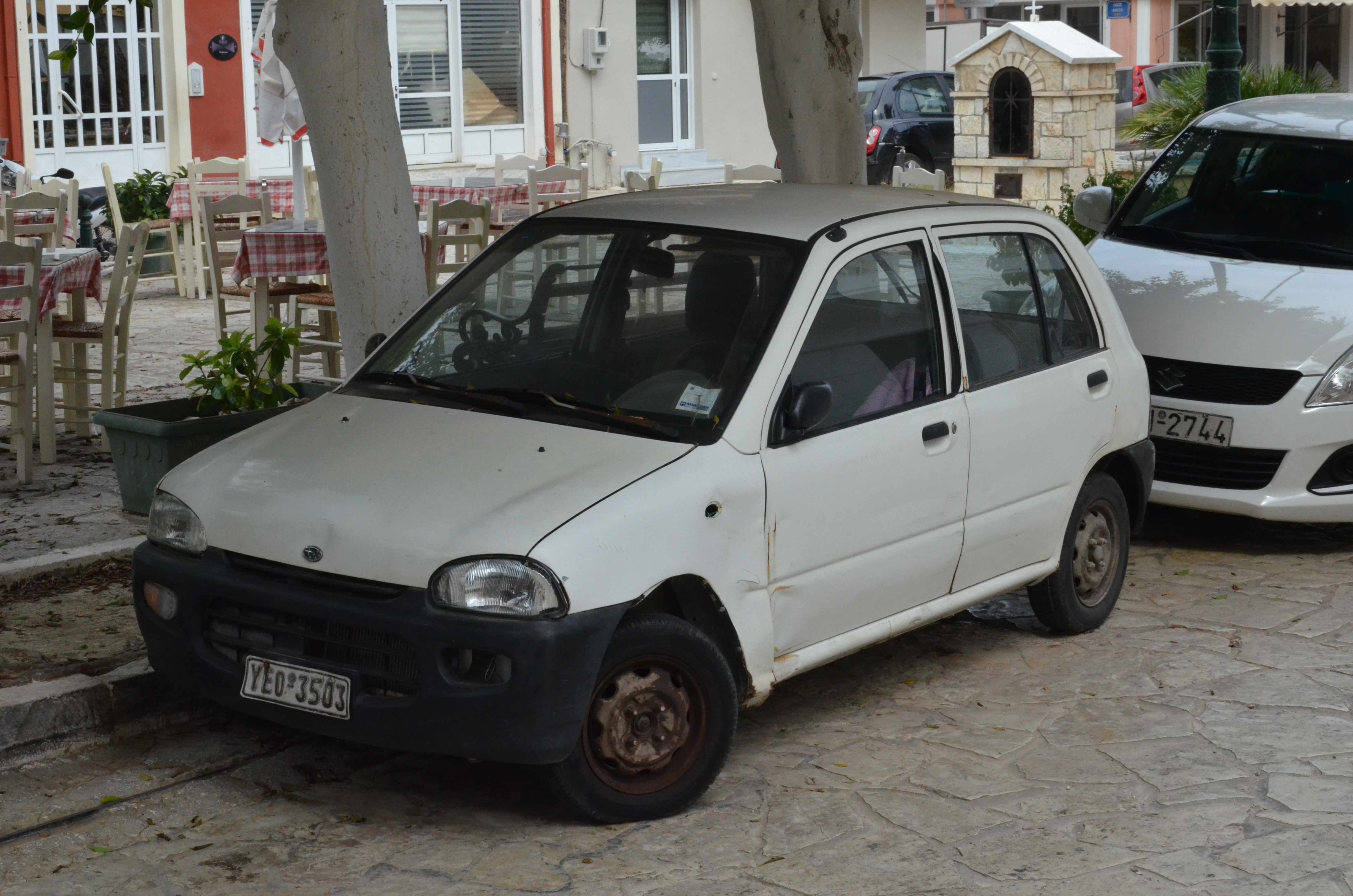
Subaru Vivio